# Soba Rade
Soba Rade is een bestuurslaag in het regentschap West-Soemba van de provincie Oost-Nusa Tenggara, Indonesië. Soba Rade telt 2145 inwoners (volkstelling 2010).